# John Knittel
John Knittel, švicarski pisatelj, * 24. marec 1891, Darvar, Indija, † 26. april 1970, Maienfeld, kanton Graubünden, Švica.

## Znana dela

### Romani
- Therese Etienne (Thérèse Etienne, 1927)
- Modri bazalt (Der blaue Basalt, 1929)
- Abd-el-Kader (Abd-el-Kader, 1930)
- Poveljnik (Der Commandant, 1933)
- Via Mala (Via Mala, 1934)
- El Hakim (El Hakim, 1935)
- Amadeus (Amadeus, 1939)
- Terra Magna (Terra Magna, 1948)
- Jean-Michel (Jean-Michel, 1953)
- Arietta (Arietta, 1957)